# Brasil Open 2005
Il Brasil Open 2005 è stato un torneo di tennis giocato sulla terra rossa.
È stata la 5ª edizione del Brasil Open,
che fa parte della categoria International Series nell'ambito dell'ATP Tour 2005.
Si è giocato nel complesso Costa do Sauipe di Mata de São João, in Brasile, dal 14 al 21 febbraio 2005.

## Campioni

### Singolare
Rafael Nadal ha battuto in finale  Alberto Martín per 6–0, 6(2)–7, 6–1.

### Doppio
František Čermák /  Leoš Friedl hanno battuto in finale  José Acasuso /  Ignacio González King per 6-4, 6-4.